# Sabina Kraupp
Sabina Kraupp (6 de diciembre de 1986) es una deportista sueca que compitió en curling.
Ganó una medalla de plata en el Campeonato Mundial de Curling Femenino de 2012 y una medalla de plata en el Campeonato Europeo de Curling Femenino de 2011.

## Palmarés internacional
| Campeonato Mundial | Campeonato Mundial  | Campeonato Mundial | Campeonato Mundial |
| Año                | Lugar               | Medalla            | Prueba             |
| ------------------ | ------------------- | ------------------ | ------------------ |
| 2012               | Lethbridge (Canadá) | Medalla de plata   | Equipo             |
| Campeonato Europeo |                     |                    |                    |
| Año                | Lugar               | Medalla            | Prueba             |
| 2011               | Moscú (Rusia)       | Medalla de plata   | Equipo             |